# 給仕
給仕（きゅうじ）とは、食事時にそばに控えて、飲食物をテーブルに出すなど飲食の世話をすることである。また、給仕人（給仕をする人）のことも給仕と呼ぶ。
飲食店では従業員（ウェイター等）が、家庭などでは使用人がおこなう。
広義には、食事に限らず、雑用を任されることを意味する。